# Adif
Adif, acrónimo de Administrador de Infraestructuras Ferroviarias, es una entidad pública empresarial española dependiente del Ministerio de Transportes, Movilidad y Agenda Urbana que tiene como objetivo la construcción de líneas de ferrocarril y la gestión de su explotación. Es una de las entidades administradoras de infraestructuras ferroviarias de España. Heredó la infraestructura de las extintas GIF, RENFE (2005) y FEVE (2013), por lo que es propietaria de la mayoría de vías férreas y material fijo ferroviario de España.  
En el año 2023, Adif gestiona por un lado 11.689 kilómetros de vía y 1.451 estaciones, mientras que Adif-Alta Velocidad se hace cargo de 3.926 kilómetros de vía y 46 estaciones.

## Fundación
Adif es fruto de la Ley del Sector Ferroviario, que surge de la transposición de directivas europeas, y que obliga a que las grandes empresas ferroviarias nacionales gestionen de forma independiente la infraestructura y la operación de los trenes que circulan por ella. El objetivo final es permitir a cualquier otra operadora ferroviaria circular por la red en condiciones de igualdad con los trenes de Renfe, promoviendo la libre competencia.
La división de Red Nacional de los Ferrocarriles Españoles (RENFE) se hizo efectiva el 1 de enero de 2005 entre dos empresas:
- Renfe-Operadora: propietaria de los trenes y encargada de su circulación, que trabaja en competencia con otras compañías ferroviarias.
- Adif: propietaria de la infraestructura y encargada de su gestión, que proporciona sus servicios a cualquier operador ferroviario que los solicite.

La división tuvo algunas particularidades como, por ejemplo, que la venta de billetes en estaciones en un principio fue competencia de Adif (hasta 2017), en contra de lo que ocurre en otros administradores de infraestructuras (Aena, estaciones de autobús...), y que las estaciones exclusivamente de Cercanías son propiedad de Adif pero están gestionadas por Renfe. Esto es posible debido a que las redes de Cercanías no son objeto de la libre competencia.
El 31 de diciembre de 2012 se realizó una operación similar con la compañía que gestionaba los ferrocarriles de vía estrecha, FEVE, haciéndose cargo Adif de toda la infraestructura de vía estrecha no transferida a las comunidades autónomas.
A partir del 1 de enero de 2014 el Real Decreto 15/2013 divide al Adif en dos sociedades:
- Adif, encargada de la gestión de la red convencional.
- Adif-Alta Velocidad, encargada de la construcción y mantenimiento de las líneas de alta velocidad y que hereda el grueso de la deuda del anterior Adif.

Según los medios, el objetivo fundamental de la segregación es el cumplimiento de las modificaciones operadas por el Sistema Europeo de Cuentas (SEC 2010) y los nuevos criterios contables establecidos en el mismo, que exige a las empresas públicas que al menos el 50 % de los gastos estén cubiertos por su actividad comercial (y no por subvenciones) para que su pasivo no compute como déficit. Se mantiene una estructura organizativa única.
Adif Alta Velocidad gestiona, a 31 de diciembre de 2015, 3143 kilómetros, que incluyen todas las líneas consideradas de alta velocidad, excepto: Ourense-Santiago y Zaragoza-Huesca, además de Valencia-Vandellós, Santiago de Compostela-Vigo, Plasencia-Cáceres-Aljucén-Mérida-Badajoz y el tramo Bifurcación Quejigares-Bifurcación Tocón, de la línea Granada-Fuente de Piedra. Es decir: 2531 kilómetros de ancho estándar y 613 kilómetros de ancho ibérico.
Adif convencional gestiona el resto de líneas de la RFIG, un total de 12241 kilómetros que incluyen 57 de ancho estándar, 10858 de ancho ibérico (84 de alta velocidad y 10774 de red convencional), 109 de ancho mixto y 1207 de ancho métrico.

## Actividades y funciones

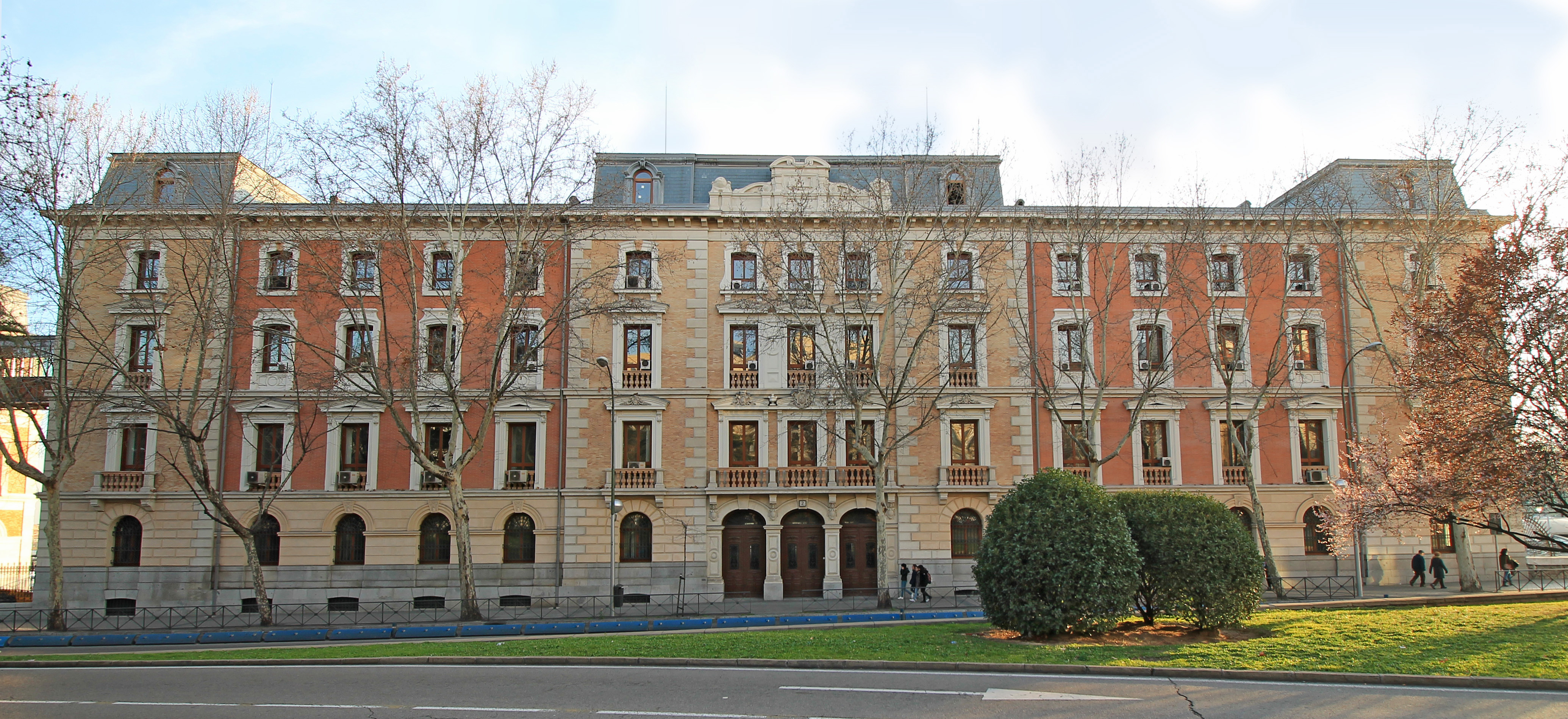
Edificio de Adif en Madrid, construido en 1890, antiguas oficinas de la Compañía M.Z.A. y posteriormente de RENFE.

Cuatro son las principales actividades de Adif: construcción de nuevas líneas, mantenimiento y gestión de las líneas existentes, gestión del tráfico y asignación de surcos e I+D.
Adif comenzó el 1 de enero de 2005 con 14 333 empleados. A 31 de diciembre de 2014 el personal de Adif convencional estaba compuesto por 12 922 empleados y el de Adif AV por 216.
Adif cobra tasas, denominadas cánones ferroviarios, por el uso de todas las líneas e instalaciones, repercutiendo así sus costes sobre los operadores.
En el conjunto de Adif en 2012 y dentro del capítulo de otros ingresos, destacaron los de alquileres y servicios, suministros de energía, servicios logísticos y servicios en estaciones, que supusieron, respectivamente: 182,427, 311,376, 46,031 y 51,435 millones de euros.
En 2013, con la contabilidad dividida, en el capítulo de otros ingresos de Adif convencional destacaron los de alquileres y servicios, suministros de energía, servicios logísticos y servicios en estaciones, que supusieron, respectivamente: 47,077, 53,221, 42,801 y 50,169 millones de euros en 2013. En Adif AV destacaron los ingresos por alquileres y servicios, suministros de energía y otros, que supusieron, respectivamente: 133,233, 251,811 y 10,677 millones de euros.

### Construcción de nuevas líneas
Desde la fecha de su creación Adif ha gestionado la creación de nuevas líneas, incluidas las que estaban ya comenzadas en su fundación, por encargo del Ministerio de Fomento.
Ya en 2005 fueron inaugurados un ramal de Alta velocidad de Madrid a Toledo y otro desde Zaragoza a Huesca. En el invierno de 2006 se inauguraron el tramo Córdoba-Antequera perteneciente a la línea de alta velocidad de Córdoba a Málaga y el tramo Lérida-Tarragona perteneciente a la Línea de alta velocidad Madrid-Barcelona. En la Navidad de 2007 la alta velocidad llegó a Valladolid mientras que en el sur se completó la alta velocidad de Córdoba a Málaga. En 2008 ha sido inaugurado el tramo entre Tarragona y Barcelona, perteneciente a la Línea de alta velocidad Madrid-Zaragoza-Barcelona-Frontera francesa. El 18 de diciembre de 2010 se inauguró la línea de alta velocidad Madrid-Valencia.
Además de las infraestructuras ya inauguradas, Adif tiene un buen número de infraestructuras en construcción, especialmente de nuevas líneas de alta velocidad.
A 31 de diciembre de 2013 se ha invertido (inversión inicial más mejoras) un total de 31 118,848 millones de euros en líneas de alta velocidad (12,057 por km), más 9,023 en estaciones y otros, lo que suma un total de: 31 127,871 millones de euros (1152,884 por año). La inversión presupuestada en nuevas líneas asciende a 13 051,930 millones de euros, de lo que resultará un total, a futuro, de 44 179,801 millones de euros. Por líneas, la inversión en Madrid-Sevilla y La Sagra-Toledo ha sido de 2961,283 millones de euros (5914 por km), Madrid-Barcelona-Figueres: 11 421,879 (14,191 por km), Córdoba-Málaga: 2417,687 (15,618 por km), Madrid-Valladolid: 4055,645 (20,154 por km) y Madrid-Levante: 7687,845 (12,673 por km).
Hasta ahora, cerca de la mitad de esa inversión procede de ayudas europeas, como son el Fondo de Cohesión, FEDER y RTE-T, que ascendieron a 7394,529 millones de euros durante el Marco de Apoyo Comunitario (MAC) 2000-2006, y a 2156,663 entre 2007 y 2013.
Adif arrastra toda la deuda generada por sus inversiones, ya que estas no son cubiertas por los Presupuestos Generales del Estado, como en el caso de autovías, puertos y aeropuertos, sino por endeudamiento propio, principalmente con el Banco Europeo de Inversiones, un 75 % del total.
Evolución de la deuda
| Año  | Millones de euros | Diferencia (en M €) | Diferencia (en %) |
| 2004 | 1787,668          | Deuda inicial       |                   |
| 2005 | 2201,494          | 413,826             | + 23,15 %         |
| 2006 | 3103,138          | 901,644             | + 40,96 %         |
| 2007 | 3433,603          | 330,465             | + 10,65 %         |
| 2008 | 4083,863          | 650,260             | + 18,94 %         |
| 2009 | 5181,120          | 1097,257            | + 26,87 %         |
| 2010 | 6945,349          | 1764,229            | + 34,05 %         |
| 2011 | 9222,768          | 2277,419            | + 32,79 %         |
| 2012 | 10545,995         | 1323,227            | + 14,35 %         |
| 2013 | 12561,972         | 2015,977            | + 19,12 %         |
| 2014 | 16686,000         | 4124,028            | + 32,83 %         |
| 2015 | 18673,000         | 1987,000            | + 11,91 %         |

Fuentes:
Las cifras son ligeramente distintas según las Cuentas Anuales de Adif
De los 12 561,972 millones de euros de deuda en 2013, 589,516 corresponden al Adif convencional y 11 972,456 al Adif AV. La deuda de esta última ha llegado a los 12 670 millones de euros a 30 de septiembre de 2014, y las previsiones para todo Adif en 2014 eran de 16 686 millones de euros, que llegarán a los 18 673 millones de euros según recogen los Presupuestos Generales del Estado de 2015: sumando los 1308 millones de euros de Adif y los 17 365 de Adif AV.

### Mantenimiento y gestión de las líneas
Adif lleva a cabo todas las labores de mantenimiento y gestión de sus líneas, tanto en el mantenimiento periódico como en la solución de incidencias. También mantiene y gestiona las instalaciones auxiliares como estaciones, subestaciones eléctricas, o cargaderos. En el año 2021, Adif gastó 445,3 millones de euros en el mantenimiento de su red convencional (37,5 €/km)[cita requerida] y 327,7 millones de euros en el de su red de alta velocidad (87,9 €/km).

### Control de tráfico y adjudicación de capacidad
Adif tiene dividida España en 6 zonas para controlar el tráfico, cada una de las cuales depende de una de las delegaciones encuadradas en la Dirección Ejecutiva de Circulación: León, Miranda de Ebro, Barcelona, Madrid, Valencia y Sevilla. Los centros de control del tráfico son herencia de los mismos que en su día instaló RENFE, hoy en día muy modernizados. No todos los centros de control de tráfico tienen que estar en una delegación: así por ejemplo la línea de alta velocidad Madrid-Zaragoza-Barcelona-Frontera Francesa se controla desde Zaragoza.
Las líneas de alta velocidad se regulan desde los Centros de Regulación y Control de tráfico (CRC), las líneas Madrid-Toledo/Sevilla, así como la Madrid-Valladolid y la Ourense-Santiago se gestionan desde el CRC central localizado en Madrid-Puerta de Atocha; la línea Córdoba-Málaga desde el ubicado en Antequera; la línea Madrid-Barcelona desde el de Zaragoza; y la que conecta Madrid con Valencia y Alicante desde el de Albacete.

### Investigación y desarrollo
El Centro de Tecnologías Ferroviarias (CTF) ubicado en el Parque Tecnológico de Andalucía (PTA) de Málaga, es uno de los principales centros europeos de investigación sobre el sector ferroviario, y ha suscrito acuerdos con más de una treintena de empresas nacionales e internacionales. Desde este centro se coordinan el resto de infraestructuras de I+D de Adif en España.

## Presidentes
| Nombre y apellidos          | Inicio                   | Final                    |
| --------------------------- | ------------------------ | ------------------------ |
| Antonio González Marín      | 1 de enero de 2005       | 24 de enero de 2012      |
| Enrique José Verdeguer Puig | 24 de enero de 2012      | 19 de enero de 2013      |
| Gonzalo Jorge Ferre Moltó   | 19 de enero de 2013      | 19 de noviembre de 2016  |
| Juan Bravo Rivera           | 19 de noviembre de 2016  | 30 de junio de 2018      |
| Isabel Pardo de Vera Posada | 30 de junio de 2018      | 28 de julio de 2021      |
| María Luisa Domínguez       | 28 de julio de 2021      | 8 de diciembre de 2023   |
| Ángel Contreras Marín       | 8 de diciembre de 2023   | 17 de septiembre de 2024 |
| Luis Pedro Marco de la Peña | 17 de septiembre de 2024 | Actualidad               |

## Cánones
Los cánones ferroviarios resultan de la Directiva 2001/14/CE transpuesta por las Órdenes FOM/898/2005, FOM/3417/2011 y FOM/2336/2012, que establecen sus cuantías, repercusión, devengo y régimen de liquidación y pago. Con su fijación se pretende conseguir "la viabilidad económica de las infraestructuras, explotación eficaz de las mismas, situación del mercado y equilibrio financiero en la prestación de los servicios, y con arreglo a criterios de igualdad, transparencia y no discriminación entre prestadores de servicios de transporte ferroviario".
Hasta 2015 había cánones por acceso (Modalidad A, que desaparece), por reserva de capacidad (Modalidad B), de circulación (Modalidad C), por tráfico (Modalidad D, solo para Viajeros, que desaparece), y por utilización de estaciones y otras instalaciones: estaciones (Modalidad A), estacionamiento (Modalidad B), paso por cambiadores (Modalidad C), uso de vías de apartado (Modalidad D) y por utilización del dominio público (Modalidad E, que desaparece). La regulación de los cánones que se devengan en favor del Administrador de Infraestructuras Ferroviarias por la utilización de las infraestructuras por parte de los operadores del transporte ferroviario, viene establecida por ley. Los valores para 2015 están en la Declaración sobre la Red 2015 Adif.
La nueva Ley del Sector Ferroviario aprobada por las Comisiones de Fomento de Congreso y Senado, pretende que la nueva estructura legal de los cánones ferroviarios sea más sencilla y estimuladora del tráfico que la precedente. Se suprime la modalidad de canon de acceso, en el canon por utilización de las líneas ferroviarias, que constituía una barrera a la entrada de nuevos operadores al mercado, se implantan nuevos criterios de clasificación de líneas con el fin de vincular el canon ferroviario a la rentabilidad potencial del mercado y se hace especial hincapié en la regulación de bonificaciones y descuentos sobre la cuantía del canon a abonar por los operadores para fomentar el desarrollo de los servicios ferroviarios y la explotación más eficaz de las líneas.
Se modifica notablemente, asimismo, la estructura del canon por utilización de las instalaciones de servicio y se revisa el régimen tarifario por la prestación de servicios, avanzando en el libre acceso a las actividades de servicios sin comprometer la sostenibilidad de la infraestructura ferroviaria. Se modifican y amplían, finalmente, los criterios de clasificación de las estaciones de transporte de viajeros a fin de tomar en consideración la capacidad económica de los servicios asociados para la determinación de la cuantía del canon.
Con relación a las restantes tasas, las principales novedades de la ley consisten en la eliminación de la tasa por seguridad en el transporte ferroviario y la creación de la tasa por la prestación de servicios y realización de actividades en materia de seguridad ferroviaria, cuyo importe se destinará a financiar las actividades realizadas por la Agencia Estatal de Seguridad Ferroviaria.
Los cánones para 2016 quedarán así:
—Canon por utilización de las líneas ferroviarias integrantes de la REFIG:
- Modalidad A) Canon por adjudicación de capacidad: por el servicio de asignación de aquellas franjas horarias. Los denominados “surcos”.

- Modalidad B) Canon por utilización de las líneas ferroviarias: por la acción y efecto de utilizar una línea ferroviaria.

- Modalidad C) Canon por utilización de las instalaciones de transformación y distribución de la energía eléctrica de tracción: por la acción u efecto de utilizar las instalaciones de electrificación de una línea ferroviaria.

—Canon por utilización de las instalaciones de servicio titularidad de los administradores generales de infraestructuras ferroviarias:
- Modalidad A) Canon por la utilización de las estaciones de transporte viajeros.

- Modalidad B) Canon por paso por cambiadores de ancho.

- Modalidad C) Canon por la utilización de vías con andén en estaciones para estacionamiento de trenes para servicios comerciales de viajeros y otras operaciones.

- Modalidad D) Canon por utilización de vías en otras instalaciones de servicio: de apartado, de formación de trenes y maniobras, de mantenimiento, de lavado y limpieza, de suministro de combustible.

- Modalidad E) Canon por utilización de puntos de carga para mercancías.

Desaparecen los cánones de acceso, por tráfico y por utilización del dominio público, mientras que los nuevos son por utilización de la energía eléctrica de tracción y por utilización de puntos de carga para mercancías, además de algunas variaciones en el resto.

### Destino de los ingresos por cánones
- Canon de acceso (modalidad A): bajo este canon, Adif y Adif AV repercuten los costes administrativos relacionados con la gestión de acceso de los operadores ferroviarios a la red. En lo que se refiere a las actividades, incluyen en este canon las relativas a la gestión de la capacidad, la seguridad en la circulación y la Declaración de la Red, imputándose las siguientes categorías de gasto: gastos de personal; materiales y servicios (Servicios exteriores); convenios intra-administradores (que recogen las encomiendas de gestión entre Adif y Adif AV) y gastos por operaciones internas (servicios prestados entre distintas áreas de actividad).

- Canon por reserva de capacidad (modalidad B) y Canon de circulación (modalidad C): en cuanto a las actividades, incluyen tanto las relativas al mantenimiento de la infraestructura ferroviaria como a la administración de la circulación. En lo relativo a las categorías de gasto, a estos cánones se imputan las siguientes: gastos de personal; gastos de energía, materiales y servicios; gastos por operaciones internas y gastos estructurales.

- Canon por Tráfico (modalidad D): en este canon repercuten las amortizaciones y los gastos financieros correspondientes a las actividades de mantenimiento de la infraestructura, de la administración de la circulación, gestión de la capacidad y seguridad en la circulación.

- Canon por la utilización de estaciones por parte de los viajeros (Modalidad A): repercuten en este canon los costes relacionados con las áreas de las estaciones que son utilizadas por los viajeros. Las actividades consideradas van desde la limpieza, el mantenimiento y la conservación de las instalaciones de la terminal (ascensores, escaleras mecánicas, climatización, equipamiento, etc.) o la atención e información al cliente, hasta la seguridad o el dimensionamiento del espacio para utilizar por los clientes y sus acompañantes. En cuanto a las categorías de gasto imputadas a este canon, se incluyen las siguientes: gastos de personal; gastos de energía, materiales y servicios; amortizaciones; gastos por operaciones internas y gastos estructurales.

- Canon por el estacionamiento y la utilización de andenes en las estaciones (Modalidad B): este canon no se establece estrictamente para recuperar un conjunto de costes, como los anteriores ya analizados, sino para disuadir de la utilización indiscriminada de los andenes por parte de los operadores y evitar que su uso pueda interferir en el normal desarrollo de las actividades de las estaciones.

- Canon de paso por cambiadores de ancho (Modalidad C): como en el caso anterior, la Ley 39/2003 no indica qué costes deben recuperarse a través de este canon sino que, únicamente, establece el criterio de cuantificación en función del número de pasos de tren por cambiador de ancho. La Orden FOM/2336/2012 establece la cuantía que se aplicará a cada paso de tren.

- Canon por la utilización de vías de apartado (Modalidad D): la Ley 39/2003 indica que los elementos y criterios de cuantificación de este canon son el tiempo de ocupación de la vía, el tipo de tren y de línea.

- Canon por la prestación de servicios que precisen de autorización para la utilización del dominio público ferroviario (Modalidad E): la Ley 39/2003 indica que el elemento y criterio de cuantificación de este canon es la intensidad en el uso del dominio público ferroviario que los administradores de infraestructuras cuantifican en función de la superficie ocupada. Mediante este canon se recuperan los gastos incurridos por el administrador de las infraestructuras relativos al estudio, tramitación y seguimiento de las autorizaciones de obra por ejecución de obras, instalaciones o actividades en las zonas de dominio público y de protección del ferrocarril.[37]

### Cánones cobrados por Adif 2005/2014
| Año  | Infraestructura | Diferencia (en %) | Estaciones | Diferencia (en %) | Total (M €) | Diferencia (en %) |
| 2005 | 68,810          | (1)               | 53,044     |                   | 121,854     | —                 |
| 2006 | 105,317         | + 53,05 %         | 55,871     | + 5,33 %          | 161,188     | + 32,28 %         |
| 2007 | 128,742         | + 22,24 %         | 56,406     | + 0,96 %          | 185,148     | + 14,86 %         |
| 2008 | 217,031         | + 68,58 %         | 68,806     | + 21,98 %         | 285,837     | + 54,38 %         |
| 2009 | 249,237         | + 14,84 %         | 69,815     | + 1,47 %          | 319,052     | + 11,62 %         |
| 2010 | 250,257         | + 0,41 %          | 67,974     | - 2,64 %          | 318,231     | - 0,26 %          |
| 2011 | 289,218         | + 15,57 %         | 73,297     | + 7,83 %          | 362,515     | + 13,92 %         |
| 2012 | 293,854         | + 1,60 %          | 74,194     | + 1,22 %          | 368,048     | + 1,53 %          |
| 2013 | 402,702         | + 37,04 %         | 95,176     | + 28,28 %         | 497,878     | + 35,28 %         |
| 2014 | 492,619         | + 22,33 %         | 115,902    | + 21,78 %         | 608,521     | + 22,22 %         |

(1) En 2005 no se abona el canon por uso de las líneas convencionales, solo por el de las líneas de alta velocidad
En 2013 Adif (red convencional) recibió 101,718 millones de euros (68,614 M por las líneas, a 5413 €/km, más 33,104 M por las estaciones) y Adif AV: 396,160 (344,597 M por las líneas, a 133 513 €/km, más 62,072 millones por las estaciones y otras instalaciones).
En 2014 Adif (red convencional) recibió 102,306 millones de euros (70,208 millones por las líneas, a 5684 €/km, más 32,098 millones por las estaciones) y Adif AV: 506,215 (422,411 millones por las líneas, a 149 262 €/km, más 83,804 millones por las estaciones y otras instalaciones).
De los 608,521 millones de euros ingresados por Adif y Adif AV en 2014, solo 4,568 procedían de Renfe Mercancías y 1,083 millones de las operadoras privadas de mercancías.
Fuente: y Memorias Anuales

## Cánones y coste de mantenimiento de las líneas de Adif AV
En el año 2013, último auditado por el Tribunal de Cuentas, Adif AV ingresó 344,597 millones de euros por cánones por el uso de las líneas de alta velocidad, mientras que el gasto en mantenimiento, circulación, seguridad y planificación (sin tener en cuenta la amortización de la construcción de las propias líneas), fue de 262,525 millones de euros, de lo que resulta una cobertura del 131,26 %. Si se cuenta solo lo que es el mantenimiento, (incluyendo todo: convenios, personal, materiales y servicios), resulta una cobertura del 141,47%.
La cobertura por líneas fue del 200 % en la de Sevilla, 164 % en la de Toledo, 163 % en la de Barcelona, 124 % en la de Córdoba-Málaga, 92 % en la de Levante (la de Alicante solo durante medio año) y del 56 % en la de Valladolid, que cuenta con un 25,7 % de su trazado en túnel.

## Red de Adif
Todas las líneas que pertenecían a RENFE pasaron a ser de titularidad estatal, siendo administradas por Adif desde el 1 de enero de 2005. Lo mismo sucedió con las líneas pertenecientes a FEVE en 2012, incorporándose al Adif 1192 km de vía estrecha el 1 de enero de 2013. A la red original se unen las líneas que han sido construidas desde la creación de Adif.
Esta red se compone de todas las líneas de España que no están transferidas a las comunidades autónomas o son derivaciones particulares. Esto incluye todas las líneas de vía ancha a excepción de las líneas Barcelona-Vallés y Lérida-Puebla de Segur, de carácter regional y pertenecientes a FGC, y todas las de vía estrecha a excepción de las transferidas a Cataluña, País Vasco, Comunidad Valenciana y Baleares. Gestionadas respectivamente por FGC, EuskoTren, FGV y SFM.
La red de Adif está comunicada con numerosos ramales particulares e industriales, y además con otras tres redes:
- La red portuguesa de Infraestruturas de Portugal, a través de los pasos de Tuy, Fuentes de Oñoro y Badajoz. La conexión es directa, al ser las dos redes de ancho 1.668 mm es posible que un tren pase de una red a otra sin realizar cambios.
- La red francesa de SNCF Réseau, a través de los pasos de Irún-Hendaya y Portbou-Cerbère. Al ser redes de diferente ancho, es necesario transbordar entre trenes o utilizar un cambiador de ancho. El transbordo puede ser realizado tanto en las estaciones francesas como en las españolas, ya que los dos pasos tienen vías de ambos anchos, y en cada lado de la frontera hay terminales de transbordo de pasajeros y de mercancías. Se puede realizar transbordo también en la estación de Latour de Carol, aunque en este caso no existen instalaciones especializadas para el paso de trenes de una red a otra. Existió un cuarto paso trasfronterizo en Canfranc, pero se encuentra clausurado en su vertiente francesa.
- La línea de alta velocidad Perpiñán-Figueras perteneciente a Línea Figueras Perpignan S.A., que conecta con la red de Adif en Figueras. La línea de Línea Figueras Perpignan S.A. y, en el otro extremo, con la red francesa de SNCF Réseau.

A 31 de diciembre de 2015, la red se compone de 15 384 kilómetros, repartidos entre tres anchos de vía:
- 11 471 km de vía de ancho ibérico (1668 mm), el usual de las líneas de la península ibérica desde la creación del primer ferrocarril español. Es utilizado en las líneas convencionales. La velocidad máxima en las líneas de ancho ibérico principales es de 200 km/h.[45] La red de ancho ibérico data en parte del siglo XIX, y vive en estos momentos un cierto declive ya que no se suele construir en ese ancho.
- 2588 km de vía de ancho estándar (1435 mm), el usual de las líneas europeas, llamado ancho UIC por Adif. Se utiliza en las líneas de alta velocidad desde la construcción de la primera en 1992, y para dar continuidad a estas líneas y a las que entran desde Francia. Existieron planes para cambiar toda la red a este ancho, y hacerla compatible con la del resto de Europa. La red de ancho europeo se encuentra actualmente en pleno auge ya que las nuevas líneas se suelen construir con ese ancho.
- 1207 km de vía de ancho métrico (1000 mm), pertenecientes a la antigua red de FEVE y al Ferrocarril Eléctrico del Guadarrama, una línea del núcleo de Cercanías de Madrid.[47] Ahora se denominan RAM (Red de Ancho Métrico).
- 119 km de vía de ancho mixto (1435 y 1668 mm), válida para ambos anchos por el uso de un "tercer carril".

En varios puntos, donde las redes de ancho ibérico y estándar se encuentran, existen cambiadores de ancho que permiten pasar de una a otra.
En términos técnicos, la red de Adif se divide en tres, que se alinean bastante con los anchos:
- Red convencional (CONV): parte de la red no de alta velocidad, en general de ancho ibérico. Concretamente, es la que pertenecía a Adif desde antes de 2012. Incluye los trazados de ancho mixto y el futuro ramal Pulpí-Águilas.
- Red de alta velocidad (AV): la red de alta velocidad, en general de ancho UIC. Un ejemplo de alta velocidad en ancho ibérico es la LAV gallega.
- Red de ancho métrico (RAM): parte de la red no de alta velocidad, en general de ancho métrico. Concretamente, es la que pertenecía a FEVE y por tanto no cumple necesariamente con los estándares de Adif. Destaca la C-9 de Madrid, que aun siendo de ancho métrico pertenecía a RENFE y es por tanto CONV.

Según las Declaraciones sobre la Red, en 2009 circularon por las líneas de Adif 1 830 473 trenes, y en 2015: 2 213 176 (247 532 + 1 965.644), un 20,9 % más.

### Red Ferroviaria de Interés General (RFIG)
Con la reestructuración de RENFE se creó la Red Ferroviaria de Interés General (RFIG), que aglutina aquellas líneas que son esenciales para mantener el servicio de ferrocarril en España. Las líneas pertenecientes a la RFIG tienen que ser administradas por el estado central, y no pueden ser trasferidas a entidades menores. La inclusión y exclusión de líneas en la RFIG la decide el Ministro de Fomento, previo informe de las comunidades autónomas afectadas.
La gestión de la infraestructura ferroviaria de la Red Ferroviaria de Interés General corresponde, según la ley 38/2015, de 29 de diciembre, del sector ferroviario, por defecto a Adif. Se excluyen determinados tramos que son gestionados por otra autoridad. Estos son la parte española de la línea de alta velocidad Perpiñán-Figueras cuya construcción y explotación fue otorgada mediante concesión a TP Ferro, las redes ferroviarias de los Puertos de Interés General que son gestionadas por las Autoridades Portuarias correspondientes y las líneas de alta velocidad o continuas a estas cuya titularidad ha sido traspasada a Adif-Alta Velocidad.
Adif publica, como parte de las medidas dictadas por la ley para permitir la liberalización de los servicios ferroviarios, la declaración de su red detallando las líneas de la Red Ferroviaria de Interés General cuya titularidad le corresponde.

### Infraestructuras para mercancías
Adif mantiene una tupida red de infraestructuras y terminales para el tratamiento de mercancías. Las instalaciones de mercancías se dividen en dos grupos: instalaciones técnicas e instalaciones logísticas, dependiendo de los servicios que ofrezcan: estacionamiento y formación, en el primer caso, y manipulación y almacenaje, en el segundo.
En las instalaciones de mercancías, además de las labores típicas de una estación ferroviaria, se pueden realizar todo tipo de maniobras, trasbordo de mercancías, manipulación de contenedores, almacenaje, planificación, alquiler de medios auxiliares, limpieza de material, aparcamiento de vehículos, etc.
Además, los trenes pueden recibir varios servicios en las instalaciones de Adif, como suministro de combustible.

## Operadores que utilizan la red de Adif

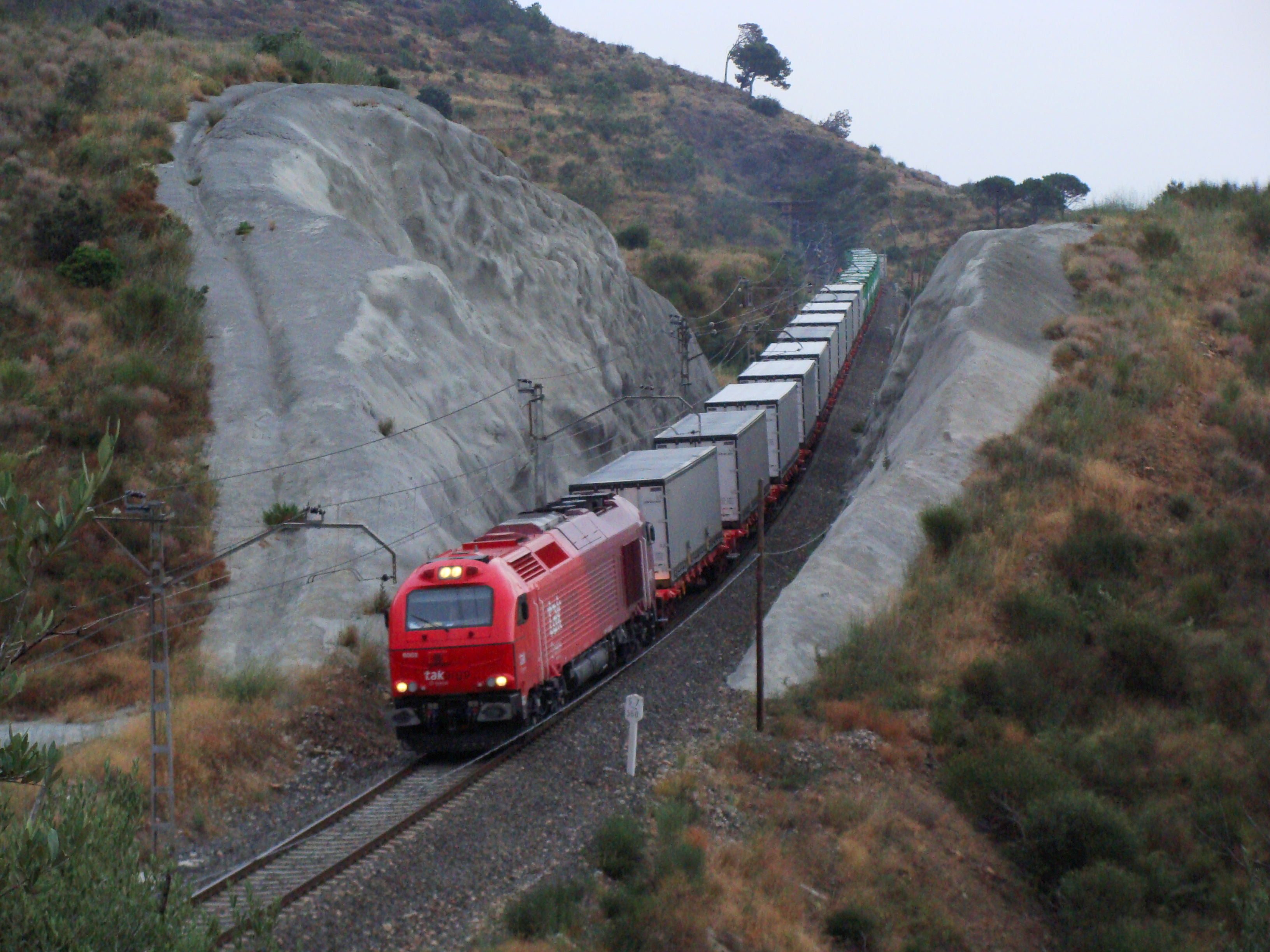
Tren de Takargo/Comsa en la red de Adif.

Más de 40 empresas ferroviarias cuentan con licencia y certificado de seguridad, cuya emisión corresponde a la Agencia Estatal de Seguridad Ferroviaria (AESF). Esto incluye también algunas empresas que han emitido su licencia en otro estado europeo a través de la Agencia Ferroviaria de la Unión Europea, y que disponen de certificado de seguridad en España. 

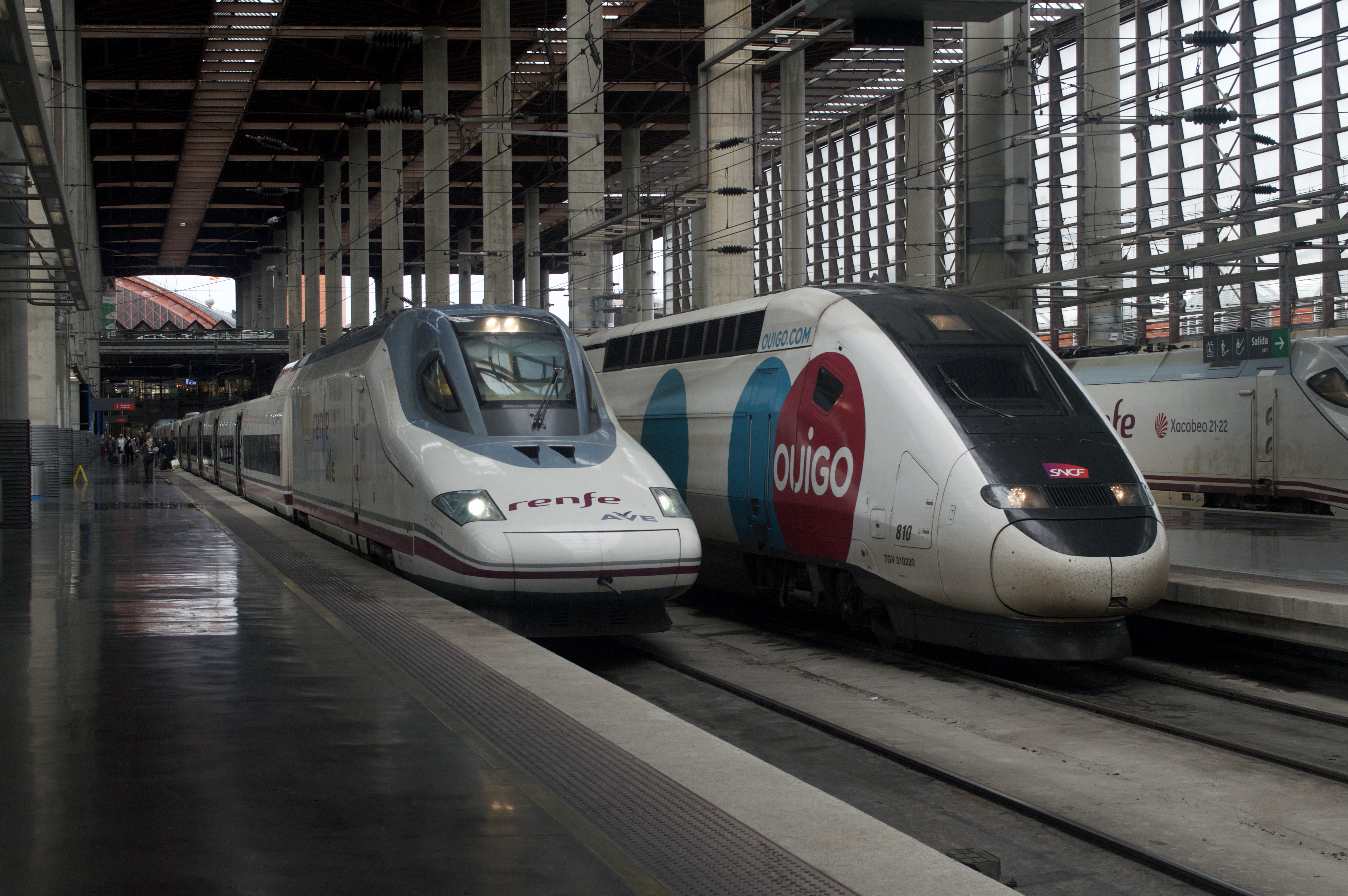
Renfe y Ouigo en Estación de Puerta de Atocha.

## Material rodante

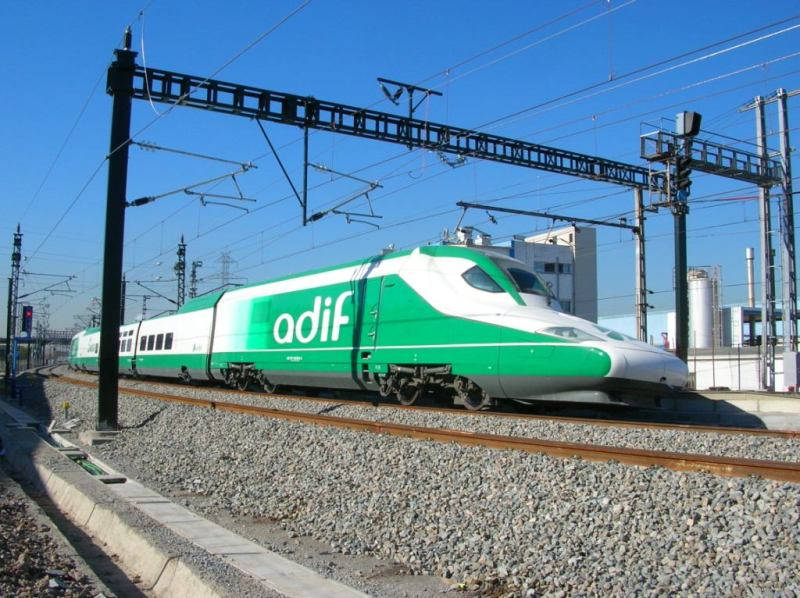
Tren laboratorio Séneca realiza pruebas en una línea de alta velocidad cerca de Hospitalet de Llobregat.

El material rodante que circula por la red de Adif pertenece a cada uno de los operadores ferroviarios. 
Adif, por otra parte, dispone de un parque de 97 locomotoras que prestan servicios en centros logísticos, de las que 43 son de la serie 311 y 54 de la serie 310. Asimismo, la entidad cuenta con 29 locomotoras destinadas al mantenimiento de la infraestructura de toda la red ferroviaria, a las que suman otras 21 en fase de fabricación (6 para ancho estándar, 12 en ancho ibérico y 3 para la red de ancho métrico). También cuenta con dresinas, trenes herbicidas, trenes taller, etc. Los más destacados son los trenes laboratorio Séneca y Talgo XXI, que realizan tareas de auscultación dinámica y geométrica de vía y catenaria así como la comprobación y supervisión de los sistemas de señalización y comunicación de todo tipo de líneas, incluidas las líneas de alta velocidad.